# يوهانس هندريكس فان دير بالم
يوهانس هندريكس فان دير بالم (17 يوليو 1763 – 8 سبتمبر 1840) عالم آشوريات هولندي، وباحث لغوي، وأستاذ في اللغات الشرقية والأثريات العبرية؛ وأيضًا الشعر والبلاغة في جامعة لايدن، وعالم تربوي، ولاهوتي، وكاهن في الكنيسة المصلحة الهولندية، ومترجم للكتاب المقدس، وسياسي، وخطيب. قدم مساهمات كبيرة في جميع هذه المجالات.

## حياته

### طفولته وتعليمه
كان يوهانس هندريكس فان در بالم ابن كورنيليس فان در بالم، معلم في المدرسة، ورئيس رئيس مدرسة داخلية معروفة في روتردام تولى لاحقًا منصبًا مماثلًا في دلفشفن. وصف كاتب السيرة وقريبه من زوجته نيكولاس بيتس الأب بأنه رجل «فضيلة وذكاء وأدب، يمتلك الكثير من العلم والاستحقاق؛ وكان في زمانه عالمًا لغويًا بارعًا إلى حد كبير، وشاعرًا لم يلق شعره نجاحًا».
كانت والدة فان دير بالم ماتشيلد فون تونسبيرغن، فرد أسرة من الطبقة الوسطى، وهي تنحدر مباشرة من فرسان الإسبتارية (فرسان القديس يوحنا) الذين تركوا رتبتهم تلك وقت تراجعها. وصفها بيتس بأنها تحمل الخصائص النموذجية للمرأة الهولندية «سيدة منزل، دؤوبة، وتقية جدًا». إلى جانب يوهانس هندريكس، كان هنالك سبعة أولاد آخرين، ستة أخوة وأخت، جميعهم عاشوا إلى سن الرشد وماتوا قبل أخيهم.
تلقى فان دير بالم تعليمه الابتدائي في المنزل على يد والده، وبعدها التحق بمدرسة «جمنازيوم إيراسميانوم» الثانوية في روتردام في الفترة بين عام 1774 ويونيو 1778.
بدأ فان دير بالم، الذي يبلغ من العمر 15، دراسته في جامعة لايدن مع التركيز أولا على الفنون المتحررة قبل الانتقال إلى اللاهوت. تحت إشراف البروفيسور المستشرق الشهير هندريك شولتنز، قدم أطروحة الدكتوراه في سبتمبر 1783 ودافع عنها في نهاية يناير من العام التالي. بعنوان «سفر الجامعة والفقه الإيضاحي»، كان سبرًا لسفر الجامعة للعهد القديم.
حسب تقرير من زميل طالب لم يذكر اسمه، أظهر فان دير بالم خلال فترة دراسته الجامعية مجموعة من الصفات النادرة، والحماس البارز، والجماع المقبول، والسلوك الفاضل، والشخصية التي ربح بها قلوب أفراد مجتمعه وكل من تمتع بمعرفته. في الوقت نفسه، قدم أدلة على تلك «العطايا والقوى الذهنية التي وصل بها إلى ذلك الحد من الكمال، والتي مكنته، حتى إلى سن الشيخوخة، من الحفاظ على المكانة الرفيعة التي بلغها عندما كان في كامل نضج قواه». ومع ذلك، لم يكن على الإطلاق مشدودًا أو مفرط الفكر، يضيف التقرير أيضًا أن دير بالم كان «نابضًا بالحياة، ومولعًا بالزيارات، والمشي، والتمارين البدنية، والمسرح، والرياضة، وخاصة لعب الجولف، الذي كان يقوم به يوميًا تقريبًا، وكان خبيرًا به أيضًا».

### بداية حياته المهنية

#### تنصيبه كاهنًا في الكنيسة
أنهى فان دير بالم دراسته في جامعة لايدن في يناير عام 1784، وقدم طلبًا لتعيينه كاهنًا في الكنائس القريبة من لايدن. كانت هناك عدة وظائف شاغرة، لكن تقدمه تأخر لأنه كان يبلغ من العمر 21 عاما فقط، وكان ينظر إليه على أنه يافع جدًا. ثم بدأ التقدم إلى أبعد من ذلك في ولاية أوترخت، وبحلول ديسمبر من ذلك العام كان في المركز الرابع في قائمة المرشحين الستة الذين ينظر في ترشيحهم من قبل قرية مارتنسديجك. بعد عمله على جعل الجو لصالحه، وبعد التقييم اللازم، قدم القساوسة عرضًا رسميًا له وتولى منصبه هناك في مارس 1786. في نوفمبر من نفس السنة، تزوج أليدا بوسنغ، ابنة صديق له كان متوفيًا آنذاك من دلفشافن، وانضمت اليه في مارتنسديجك.
يقول بيتس، «تمتع الكاهن الشاب في حملته تلك بأعظم قدر من الاحترام والحب. وقال لاحقًا: صبر الناس علي كثيرًا. حظيت خطاباته بقبول كبير. كان كثير من الناس في أوتريخت يسمعونه، بمن فيهم طلاب من الجامعة». لكن حسب بيتس، «في إحدى الجوانب، وجد الكاهن الشاب نفسه ضعيفًا، وأنه أيضًا جزء مهم جدًا، وربما أهم جزء في خدمة الإنجيل، وهو العمل الرعوي». كتب بعد ذلك لصديق في سنة 1971: «بكل نزاهة، تلك ليست قضيتي، أغامر بالقول إن هذا المكان ليس لي، ولم أنجح فيه قط».
في ذلك الوقت، انخرط فان دير بالم مع الجانب الأكثر اعتدالًا من حركة باتريوت، فريق معقد مستوحى إلى حد كبير مما يدعى مبادئ التنوير الاوروبية، وكانت أهدافه الرئيسية نهاية ستاتهاودر (حاكم المدينة) لويليام الخامس، أمير أورانج، والدمقرطة في هولندا بعد نموذج الولايات المتحدة.
وقد عارضتهم مجموعة معقدة بنفس القدر تدعى أورانية (مؤيدو الأمير)، كان مبدؤها الموحد هو الحفاظ على دور النبلاء إما كملك مطلق أو في دور حاكم المدينة مثلما أنشئ بشكل أو بآخر في الجمهورية الهولندية منذ انسحاب إسبانيا في عام 1581 فصاعدًا.
ترعرع فان دير بالم في بيت يساند بقوة مبادئ الوطنية، والتقى بدوره بالعديد من العقول المشابهة في الجامعة، بمن فيهم البروفيسور شولتنز، ثم وجد نفسه مرة أخرى بصحبة عدد أكبر من الناس في مارتنسديجك. يروي بيتس كيف أن الصداقة الوثيقة مع الشاعر جاكوبس بيلامي «دفعت نيران الحماسة الوطنية الشبابية لتصبح شعلة كبيرة»، ولأن فان دير بالم شوهد وهو يشارك في تدريبات أسلحة مدنية، بل وكان ينادي بذلك إلى آخرين من المنبر، فقد تعرض للانتقاد من قبل «عدة أشخاص كانوا أكثر هدوءًا، أو كانوا مرتبطين بحزب آخر».
في الفترة بين عامي 1780 و1787، كانت سيطرة أنصار الأورانية والوطنيين تختلف من مكان إلى آخر، وتحديدًا في منطقة فان دير بالم، كان الوطنيون يمسكون بزمام السلطة في مدينة أوترخت في حين كان المنظمون يسيطرون على المقاطعة المحيطة. تصاعدت الحرب الأهلية في تلك الفترة؛ ولكن بلغت ذروتها في سبتمبر 1787 عندما غزا الجيش البروسي بأمر من الملك فردريك وليم الثاني ملك بروسيا، حسبما ادعي، كرد فعل غاضب على الطريقة التي اعتقل بها باتريوتس أخته، الأميرة ويلهلمينا من بروسيا، زوجة الأمير وليم الخامس، فيما كانت في طريقها إلى لاهاي للمناظرة في قضية إعادة تنصيب زوجها حاكم مدينة. أطلق سراحها بعد يومين، والأسباب الأكثر احتمالًا لفعل الملك فردريك وليم كانت لمساعدة الأورانيين على مقاومة الوطنيين وإعادة الأمير وليام إلى منصب حاكم مدينة. في نهاية المطاف، نجحت بروسيا، ودفع العديد من الوطنيين إلى المنفى، وأعيد الأمير ويليام الخامس لفترة وجيزة إلى منصب حاكم مدينة.
عندما بدأ الغزو البروسي، وكان فان دير بالم بالفعل تحت الهجوم من سكان بلدته من الأورانيين من بونسخوتن، هرب فان در بالم وزوجته في 16 سبتمبر، ذاهبين إلى مونستر في جنوب هولندا حيث كان صهره يوهانس ويلهلمش بوسنغ كاهنًا في الكنيسة. رغم مناشدات البعض له بالعودة إلى مارتنسديجك، كانت هناك معارضة من آخرين؛ ولكن على الرغم من ذلك، لم يكن لدى فان دير بالم رغبة في العودة. حصل على قبول استقالة غير رسمي في 4 نوفمبر، وبعدها على استقالة مكتوبة بصورة رسمية في 12 مارس 1788. كان عمره وقتئذٍ 24 عامًا.